# Statue von Søren Kierkegaard

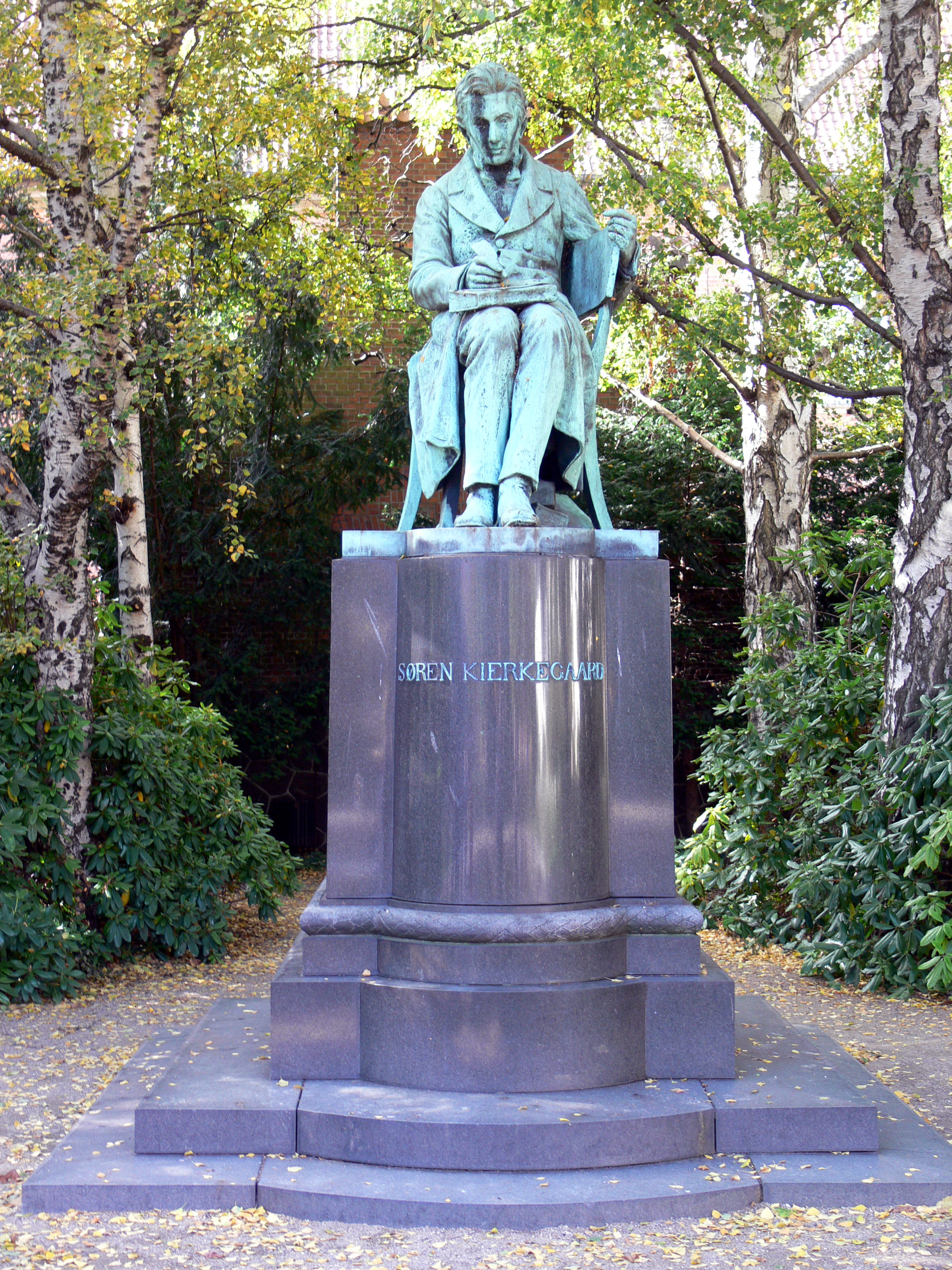
Statue von Søren Kierkegaard

Die Statue von Søren Kierkegaard befindet sich im Garten der Königlichen Bibliothek auf Slotsholmen im Zentrum von Kopenhagen. Sie wurde 1918 enthüllt, basiert aber auf einer älteren Statuette von Louis Hasselriis. 

## Geschichte
Das Denkmal basiert auf einer Statuette von Louis Hasselriis aus dem Jahr 1878. Eine vergrößerte Gipsskulptur der Vorlage soll von den Bildhauern Carl Aarsleff und H.P. Petersen-Dan spätestens Ende 1917 angefertigt worden sein. Einige Quellen besagen jedoch, dass die Statue erst 1918 vergrößert wurde, was bedeutet, dass Carl Aarsleff nicht an der eigentlichen Vergrößerung gearbeitet haben kann, da er am 4. Januar 1918 starb.
1918 wurde in der Bronzegießerei von Lauritz Tasmussen die Bronzestatue gegossen.

## Beschreibung
Søren Kierkegaard ist auf einem Stuhl sitzend dargestellt, während er mit einer Schreibfeder etwas auf ein Blatt Papier schreibt. Neben ihm liegen einige Bücher.